# Probolomyrmex longinodus
Probolomyrmex longinodus är en myrart som beskrevs av Mamoru Terayama och Kazuo Ogata 1988. Probolomyrmex longinodus ingår i släktet Probolomyrmex och familjen myror. Inga underarter finns listade i Catalogue of Life.